# قرار مجلس الأمن التابع للأمم المتحدة رقم 1536
قرار مجلس الأمن التابع للأمم المتحدة رقم 1536، المتخذ بالإجماع في 26 آذار / مارس 2004، بعد إعادة التأكيد على جميع القرارات المتعلقة بالحالة في أفغانستان، ولا سيما القرار 1471 (2003)، مدد المجلس ولاية بعثة الأمم المتحدة لتقديم المساعدة إلى أفغانستان لفترة اثني عشر شهرًا حتى 26 مارس 2005.

## القرار

### أعمال
وشدد مجلس الأمن على ضرورة توفير الأمن الكافي ودعم المانحين لإجراء الانتخابات. وحث السلطات الأفغانية على إجراء عملية انتخابية تمثيلية تشمل النساء واللاجئين. وفي هذا الصدد، تمت المطالبة بتعجيل تسجيل الناخبين.
ورحب القرار بالتقدم المحرز منذ إنشاء برنامج نزع السلاح والتسريح وإعادة الإدماج في أكتوبر 2003 ومساهمة مجموعة المراقبين الدولية. وفي غضون ذلك، رحب المجلس بالجهود المبذولة لمكافحة الاتجار غير المشروع بالمخدرات من قبل السلطات الأفغانية، بينما شدد في الوقت نفسه على أن هذه الجهود لا يمكن فصلها عن إنشاء اقتصاد قوي وبيئة آمنة من خلال زيادة جهود المجتمع الدولي على طول طرق التهريب.
ورحب المجلس بتعيين جان أرنو ممثلا خاصا للأمين العام لأفغانستان، وطلب من بعثة الأمم المتحدة لتقديم المساعدة إلى أفغانستان، بالاشتراك مع مفوض الأمم المتحدة السامي لحقوق الإنسان، مساعدة لجنة حقوق الإنسان الأفغانية. وحث الأطراف الأفغانية كذلك على ضمان حرية الحركة وسلامة أفراد البعثة.
وأشاد المجلس بالتقدم الذي أحرزته القوة الدولية للمساعدة الأمنية في توسيع وجودها خارج العاصمة كابول وفي تنفيذ ولايتها الواردة في القرارين 1444 (2002) و1510 (2003). علاوة على ذلك، رحب أعضاء المجلس بتطوير الجيش الوطني الأفغاني والشرطة الوطنية الأفغانية. وأخيراً، صدرت تعليمات للأمين العام كوفي عنان بتقديم تقارير منتظمة عن الوضع في أفغانستان والدور المستقبلي لبعثة الأمم المتحدة لتقديم المساعدة إلى أفغانستان.

## روابط خارجية
- نص القرار في undocs.org